# Сокольский, Константин Иванович
Константин Иванович Сокольский (15 (28) мая 1902, Брест-Литовск — 6 декабря 1969, Москва) — военно-морской деятель, инженер-контр-адмирал (с 05.11.1944).

## Биография
В РККА с 1918; в ВМФ с 1921; член ВКП(б) с 1940. Окончил Военно-морское училище (10.1921—05.1925), минный класс Специальных курсов комсостава ВМС РККА (10.1926—10.1927), факультет оружия Военно-морской академии имени К. Е. Ворошилова (10.1930—03.1934).
Во время Гражданской войны участвовал в боях с Колчаком и Деникиным, на Польском фронте, против  отрядов Булак-Балаховича и Махно (1920—1921).
Службу проходил: мотоциклист автороты, стрелок, телефонист, курсант дивизионной школы, телеграфист (07.1918—04.1921), краснофлотец (1921), вахтенный начальник тральщика ТЩ № 13, канонерской лодки «Красная Молдавия» (05.1925—10.1926), минёр Николаевского воен. порта (11.1927—04.1929), эсминца «Дзержинский» (04.1929—10.1930) Морских сил Чёрного моря, главный торпедист Кронштадтского военного порта (03.1934—07.1935), начальник 3-го отдела (минного) Научно-исследовательского минно-торпедного института в Ленинграде (07.1935—03.1938), заместитель начальника Управления вооружения и снабжения боеприпасами (03.1938—-05.1939), заместитель начальника Минно-торпедного управления ВМФ (05.1939—04.1951).
Во время Великой Отечественной войны неоднократно выезжал на действующие флоты и флотилии. Оказывал практическую помощь в освоении средств траления неконтактных мин противника и организации этих работ на Беломорской (05—06.1942), Волжской и Каспийской (07.1942—01.1943) военных флотилиях, участвовал в обеспечении проводки нефтяных караванов из Астрахани через минно-опасные участки Волги (03—06.1943), на Дунайской флотилии в боевом тралении участка Калафат — Белград от неконтактных мин (10—12.1944). Участвовал в подготовке Тихоокеанского флота и Амурской флотилии к войне с Японией и организации траления мин во время этой войны (06—10.1945).
Из наградного листа: «Оказывал большую помощь флотам и флотилиям в организации средств борьбы с неконтактными минами противника. Имея хорошую всестороннюю подготовку по оружию, своими выездами на флоты, помимо организации средств траления, оказывал большую помощь в обучении личного состава минно-торпедных органов флотов и флотилий материальной части поступающего на флоты оружия».
После окончания войны службу проходил: заместитель начальника Главного минно-торпедного управления (04.1951—07.1952), начальник Управления минно-торпедного вооружения (07.1952—04.1953), начальник отдела минно-торпедного вооружения Управления снабжения, эксплуатации и ремонта вооружения (04—05.1953), заместитель начальника Минно-торпедного управления (05.1953—05.1956) ВМФ. Участвовал в разработке и испытаниях, а также принятии на вооружение ВМФ авиационных донных мин «ИГДМ» и «АМД-2М». Заместитель начальника 3-го Научно-исследовательского института ВМФ (05.1956—01.1957). В январе 1957 года уволен в отставку.
Умер 6 декабря 1969 года в Москве, похоронен на Ваганьковском кладбище.

## Награды
- Орден Ленина (1945)[2];
- Орден Красного Знамени (1924)[3].
- Орден Красного Знамени (1943)[4];
- Орден Красного Знамени (1944)[5];
- Орден Красного Знамени (1949)[3]
- Орден Нахимова I степени (1945)[6]
- медали в том числе:
- Медаль «XX лет Рабоче-Крестьянской Красной Армии»[7];
- Медаль «За победу над Германией в Великой Отечественной войне 1941—1945 гг.»;
- Медаль «За победу над Японией».